# West Long Branch
West Long Branch est un borough situé dans le comté de Monmouth, dans l’État du New Jersey, aux États-Unis.